# 1950
1950 (MCML) je bilo navadno leto, ki se je po gregorijanskem koledarju začelo na ponedeljek. V znanosti, predvsem geologiji, arheologiji in paleontologiji, je 1950 leto nič oz. »sedanjost«, od katerega se meri starost, izmerjena z metodo radioaktivnega ogljika.

## Dogodki
- 6. januar - Združeno kraljestvo formalno prizna Ljudsko republiko Kitajsko; Republika Kitajska v odgovor prekine diplomatske stike z Združenim kraljestvom.
- 26. januar - Indija postane republika.
- 31. januar - 
  - ameriški predsednik Harry S. Truman ukaže razvoj vodikove bombe v odgovor na sovjetski jedrski poskus leto pred tem.
  - na Kitajskem se predajo zadnje sile Kuomintanga.
- 12. februar - ustanovljena je Evropska radiodifuzna zveza.
- 17. marec - raziskovalci z Univerze Kalifornije, Berkeley oznanijo, da so ustvarili nov element z vrstnim številom 98 in ga poimenovali kalifornij.
- 27. april - v Južni Afriki je sprejet »zakon o skupinskih območjih«, s katerim je formalno uvedena rasna segregacija.
- 13. maj - Prva dirka v zgodovini Formule 1 za Veliko nagrado Velike Britanije, zmagovalec Nino Farina z Alfo Romeo.
- 3. junij - Maurice Herzog in Louis Lachenal kot prva plezalca osvojita Anapurno I in ob tem postaneta prva človeka na svetu, ki osvojita goro višjo od 8000 m.
- 25. junij - pričetek Korejske vojne: severnokorejske sile vkorakajo v Južno Korejo.
- 28. junij - severnokorejske sile zasedejo Seul.
- 5. julij - v Črnomlju zabeležijo najvišjo do danes izmerjeno temperaturo na območju Slovenije, 40,6 °C.
- 16. julij - Svetovno prvenstvo v nogometu 1950 se konča z zmago nogometne reprezentance Urugvaja.
- 12. avgust - papež Pij XII. v encikliki Humani generis oznani, da evolucijski nauk ne nasprotuje katoliškim načelom.
- 19. september - v Zahodni Nemčiji je sprejeta odločitev o čistki komunističnih uradnikov.
- 26. september - Indonezija je sprejeta v Organizacijo združenih narodov.
- 7. oktober - kitajske sile vdrejo v Tibet.
- 19. oktober - Ljudska republika Kitajska vstopi v korejsko vojno.
- 1. november - papež Pij XII. proglasi dogmo o Marijinem vnebovzetju
- 3. december - izbruh ognjenika Etna na Siciliji.
- 6. december - v Celju ustanovijo Slovensko ljudsko gledališče

## Rojstva
- 10. januar - Polona Vetrih, slovenska igralka
- 18. januar - Gilles Villeneuve, kanadski dirkač († 1982)
- 26. januar - Jörg Haider, avstrijski politik († 2008)
- 30. januar - Andrej Andrejevič Bolibruh, ruski matematik († 2003)
- 10. februar - Mark Spitz, ameriški plavalec
- 14. februar - Josipa Lisac, hrvaška pevka
- 11. marec - Bobby McFerrin, ameriški pevec
- 12. marec - Javier Clemente, španski nogometaš in nogometni trener
- 21. marec - Sergej Lavrov, ruski politik in diplomat
- 5. april - Agnetha Fältskog, švedska glasbenica
- 16. april - David Graf, ameriški igralec († 2001)
- 28. april - Jay Leno, ameriški komik in televizijski voditelj
- 13. maj - Stevie Wonder, ameriški pevec, glasbenik
- 17. maj - Janez Drnovšek, slovenski politik, državnik († 2008)
- 3. junij - Viki Grošelj, slovenski alpinist
- 4. junij - Clifford Stoll, ameriški astronom, računalnikar, izumitelj in pisatelj
- 9. julij - Viktor Janukovič, ukrajinski politik
- 15. avgust - Anne, britanska princesa
- 20. avgust - Igor Omerza, mag., slovenski politik, publicist in ekonomist
- 24. avgust - Marc Aaronson, ameriški astronom († 1987)
- 6. september - Mileva Sovdat, slovenska igralka
- 17. september - Narendra Modi, indijski politik in predsednik vlade
- 21. september - Bill Murray, ameriški komik in igralec
- 22. oktober - Metka Ravnjak Jauk, slovenska besedilopiska
- 29. oktober - Abdullah Gül, turški politik
- 1. november - Robert Betts Laughlin, ameriški fizik, nobelovec
- 28. november - Russell Alan Hulse, ameriški fizik, nobelovec
- 13. december - Marija Lucija Stupica, slovenska († 2002)

## Smrti
- 15. januar - Alma Karlin, slovenska popotnica, pisateljica, pesnica, zbirateljica (* 1889)
- 17. januar - Hatano Seiči, japonski filozof in religiolog (* 1877)
- 21. januar - George Orwell, britanski novinar in pisatelj (* 1903)
- 2. februar - Constantin Carathéodory, grško-nemški matematik (* 1873)
- 10. februar - Marcel Mauss, francoski sociolog, antropolog (* 1872)
- 18. februar - Prežihov Voranc, slovenski pisatelj in politik (* 1893)
- 5. marec - Albert Lebrun, francoski politik (* 1871)
- 11. marec - Heinrich Mann, nemški pisatelj (* 1871)
- 19. marec - Edgar Rice Burroughs, ameriški pisatelj (* 1875)
- 14. april - Ramana Maharši, indijski filozof vedantin (* 1879)
- 11. september - Jan Christiaan Smuts, južnoafriški politik (* 1870)
- 21. september - Edward Arthur Milne, angleški astrofizik, matematik, kozmolog (* 1896)
- 9. oktober - Nicolai Hartmann, nemški filozof (* 1882)
- 2. november - George Bernard Shaw, irski dramatik in pisatelj, nobelovec (* 1856)
- 5. december - Aurobindo Ghose, indijski nacionalist, učenjak, filozof (* 1872)
- 11. december - Leslie John Comrie, novozelandski astronom, računalnikar (* 1893)

## Nobelove nagrade
- Fizika - Cecil Frank Powell
- Kemija - Otto Paul Hermann Diels, Kurt Alder
- Fiziologija ali medicina - Edward Calvin Kendall, Tadeus Reichstein, Philip Showalter Hench
- Književnost -  Bertrand Russell
- Mir - Ralph Bunche